# Singlebörse
Eine Singlebörse oder Partnerbörse ist ein Internetportal, auf dem überwiegend Singles Lebens- oder auch Sexualpartner suchen. Der Begriff Kontaktbörse ist für solche Portale gebräuchlich, wenn die Suche nach einem Seitensprung-, Freizeit- oder Hobbypartner im Vordergrund steht. Einträge in diesen Börsen sind eine moderne Variante der Kontaktanzeigen.
Der Übergang zu gewöhnlichen sozialen Netzwerken kann fließend sein, denn manche Netzwerke, die in erster Linie auf Freundschaftspflege ausgerichtet sind, unterstützen auch das Kennenlernen möglicher Liebespartner.

## Begriffe
In der Online-Dating-Branche ist eine Unterscheidung nach Ausrichtung hinsichtlich verschiedener Zielgruppen (Altersgruppe, Intention der Nutzer) üblich. Während bei Singlebörsen der lockere Kontakt und Flirt im Vordergrund steht, suchen Nutzer auf Partnerbörsen (s. Online-Partnervermittlung) nach längerfristigen Beziehungen. Allerdings ist der Übergang fließend. Bei Singlebörsen ist das Durchschnittsalter deutlich jünger als bei Partnerbörsen. Bei Partnerbörsen kann die Suche eingeschränkt sein, und Kontakte werden meistens auf der Grundlage von Testfragen und interner Algorithmen vorgeschlagen. Partnerbörsen liegen zudem preislich auf einem höheren Niveau.

## Markt
Auf dem Markt existiert eine Vielzahl von Anbietern. Unterscheiden lassen sich große internationale Anbieter, nationale Anbieter sowie regionale und spezialisierte Anbieter. Angaben zu Mitgliederzahlen sind wenig aussagekräftig: Ein international agierender Anbieter, der Gesamtzahlen angibt, kann bspw. im deutschsprachigen Raum viel weniger Mitglieder vorweisen als ein nationaler Anbieter. Möglicherweise hat ein regionaler Anbieter in „seiner“ Region mehr Mitglieder als ein nationaler oder internationaler Anbieter.
Nach einer Studie aus dem Jahr 2013 ist das Internet, nach dem Kennenlernen durch den Freundeskreis, die zweite wahrscheinlichste Möglichkeit, einen festen Partner zu finden. Der Bundesverband Informationswirtschaft, Telekommunikation und neue Medien (BITKOM) ermittelte, dass im Jahr 2006 insgesamt 6,8 Millionen Deutsche eine Singlebörse im Internet besuchten. Der Umsatz der deutschen Singlebörsen soll im selben Jahr bei 65,6 Millionen gelegen haben und wuchs in den Folgejahren kontinuierlich. Im Jahr 2011 erzielte die Branche einen Umsatz von 202,8 Millionen Euro (inklusive Erotik-Singlebörsen). Deutschland stellt damit nach dem vereinigten Königreich (211 Mio. Euro) den zweitgrößten europäischen Markt, der insgesamt auf 811 Millionen Euro beziffert wurde.
Sozialwissenschaftler der Universität Bamberg ermittelten 2008 in einer repräsentativen Erhebung anhand von Profilen sowie 1800 Telefoninterviews: Suchende waren überwiegend Anfang 30 und zwei Drittel von ihnen waren männlich. Ihr Bildungsniveau wies erhebliche Unterschiede zwischen Männern und Frauen auf: Männer hätten überdurchschnittlich oft einen Hauptschulabschluss, während Frauen mit Abitur überrepräsentiert waren. Die Forscher führten die Zusammensetzung der Partnersuchenden auf die Schwierigkeiten dieser beiden Gruppen bei der realen Partnerwahl außerhalb des Internets zurück, da Frauen und Männer unterschiedliche Ansprüche bei der Auswahl ihrer Partner hätten. Hochgebildete Frauen suchen demnach nach einem Partner mit ähnlichem Bildungsabschluss, während hochgebildete Männer ihre Partnerinnen nicht immer und unbedingt nach diesem Kriterium auswählen. So bestehe ein direkter Zusammenhang zwischen dem gestiegenen Bildungsniveau bei Frauen, dem gesunkenen Marktwert gering gebildeter Männer und dem Ergebnis der repräsentativen Erhebung, genau diese beiden Gruppen besonders häufig in Singlebörsen anzutreffen.

## Angebot
Die meisten Singlebörsen basieren auf Datenbanken, in denen sich die Teilnehmer online selbst registrieren und ein Benutzerprofil anlegen können. Neben üblichen Angaben wie Geschlecht, Alter, Größe, Gewicht kommen oft weitere Angaben hinzu, die den Suchenden genauere Vorstellungen geben sollen. In der Regel können mehrere Fotos eingestellt werden.
Die großen Singlebörsen bieten ein kostenloses Basisangebot, das sich darauf beschränkt, in der Datenbank zu suchen und das eigene Profil einzustellen. Eine Kommunikation zwischen den Beteiligten ist meist mit Kosten verbunden. Da einige Singlebörsen einen deutlichen Männerüberschuss haben, bieten diese für Frauen den gleichen Leistungsumfang kostenlos, den Männer bei entgeltlicher Mitgliedschaft haben. Es gibt viele Anbieter, die längerfristige Verträge anbieten. Die Angebote und Bedingungen sind sehr vielfältig, und die Qualität ist nicht immer auf den ersten Blick abzuschätzen. Dafür gibt es auch einige Portale, die einen Vergleich anbieten.
Da der Wettbewerb zwischen den Singlebörsen immer größer wird, versuchen sich Anbieter qualitativ hervorzuheben. So werden psychologisch begründete Tests zur Persönlichkeit und Übereinstimmung mit potentiellen Partnern gegen Aufpreis angeboten oder es werden bestimmte Zielgruppen (z. B. Akademiker) angesprochen. Einige Singlebörsen bieten in regelmäßigen Abständen durch automatischen Vergleich der Profile Partnervorschläge, dabei werden die Wünsche der Nutzer (geographische Region, Altersabstand, Kinder) teilweise berücksichtigt. Die qualitativen Unterschiede bestehen im Umfang der Angaben im Profil, die sich bis in Einzelheiten wie Lieblingsspeisen, Urlaubswünschen, sexuellen Präferenzen, Angaben zur Ausbildung und zu Sprachkenntnissen erstrecken. Dadurch soll eine differenzierte Partnersuche möglich werden.

## Kritik
Die Authentizität der Nutzer – insbesondere die Altersangabe – wird von den Anbietern auf unterschiedliche Weise, teilweise überhaupt nicht geprüft. Die Prüfung soll zum Beispiel auch die Mehrfachanmeldung einer Person mit ähnlichen oder unterschiedlichen Profilen unterbinden. Es kann jedoch nicht gewährleistet werden, dass die Angaben der angemeldeten Nutzer tatsächlich stimmen. Bilder werden meist oberflächlich geprüft. Die Pflicht zu vollständigen Angaben (Motiv für die Suche, gegenwärtiger Beziehungsstatus) besteht bei vielen Anbietern nicht. Die Abgrenzung zwischen Partnersuche und Seitensprungvermittlung ist oft nicht möglich, auch wenn die Anbieter ihren Schwerpunkt nach außen deutlich darstellen. Professionelle Angebote und Nutzung zu anderen Zwecken (z. B. Prostitution) können im Einzelfall nicht ausgeschlossen werden.
Die israelische Soziologin Eva Illouz meint, dass die Partnersuche über Internet den Körper und dadurch einen wesentlichen Punkt der Attraktion vernachlässigt, der vornehmlich über Intuition zugänglich ist. Die Wertschätzung einer Person als Entität geht verloren – die Auswahl, strukturiert nach Kriterien der Effizienz, bekommt einen höheren Stellenwert. Auch die Selbstsicht und die Umgangsformen können sich verändern.
In einer Untersuchung aus dem Jahr 2007 wurde festgestellt, dass neun von zehn Nutzern bei wenigstens einer Eigenschaft im Profil lügen und beim Körpergewicht am häufigsten unaufrichtige Angaben erfolgen.
Viele Singlebörsen werben mit dem Versprechen, schnell einen geeigneten Partner treffen zu können. Eine 2015 durchgeführte Umfrage ergab, dass es lediglich bei jedem vierten Mitglied der bekannten Singlebörsen tatsächlich zu einem Treffen gekommen ist. Bei sogenannten lässig Dating-Portalen kommt es nur vereinzelt zu wirklichen Treffen unter Nutzern.

## Betrugsgefahren
Neben den seriösen Anbietern gibt es zahlreiche „Schwarze Schafe“. Einige Anbieter setzen z. B. „Animateure“ ein, um die Nutzer zur kostenpflichtigen Antworten zu bewegen.
Ein Problem in vielen Ländern ist das sogenannte Romance Scam, eine Betrugsform, bei der sich Kriminelle in Singlebörsen als Geschäftsmänner ausgeben, älteren Frauen Liebesschwüre senden und sie letztlich unter Vorspiegelung einer Notsituation um Geld bitten, oder Frauen spiegeln Männern eine Notsituation vor. Der weltweite Schaden wird auf jährlich über 100 Millionen Euro geschätzt, allein das FBI nahm im Jahr 2011 offizielle Schadensmeldungen von US-Bürgern über 50 Millionen US-Dollar auf. Der Singlebörsen Betrug Report zeigt, dass gerade große Singlebörsen und Social Dating Portale auch die meisten Probleme mit Romance Scam haben.
Betreiber von Datingseiten nutzen teilweise simulierte Profile (meist von attraktiven, jungen Frauen), von denen an die Interessenten Kontaktangebote geschickt werden, um damit für bezahlte Premium-Mitgliedschaften zu werben, die mit zusätzlichen Leistungen verbunden sind. Manche Datingseiten legen dies in ihren Allgemeinen Geschäftsbedingungen offen, um nicht wegen Betrugs verklagt werden zu können. Nach einer Studie lesen knapp die Hälfte aller Nutzer die Allgemeinen Geschäftsbedingungen (AGB) gar nicht.

## Kosten
Die Nutzung der meisten Angebote ist kostenpflichtig. Die volle Leistung erschließt sich z. B. erst durch eine sogenannte Premium-Mitgliedschaft. Seiten wie etwa das englischsprachige OkCupid, wo Kosten nur für optionale Sonderleistungen anfallen, und das ebenfalls englischsprachige Jaumo, sowie die deutschsprachige Singlebörse freshSingle.de bilden in der Branche Ausnahmen. Bei anderen seriösen Anbietern bewegen sich die Preise für ein Monatsabonnement zwischen 10 und 80 Euro, je nach Laufzeit. Die Zahlung ist in der Regel per Lastschrift oder Kreditkarte im Rahmen etablierter Zahlungsabwickler möglich. Einige Singlebörsen ermöglichen die Zahlung per Telefonanruf, SMS, Sofortüberweisung oder mittels PayPal.
Zwischen seriösen, oft sogar kostenlosen, und den offensichtlich betrügerischen Anbietern gibt es einen großen „Graubereich“. Ein sogenannter Probezugang, der manchmal kostenlos angeboten wird, gilt nur für kurze Zeit und wird von einigen Anbietern automatisch in eine Jahresmitgliedschaft verlängert.
„Wenn ich von […] dauerhaft profitieren möchte, brauche ich nichts weiter zu tun. Zu einem monatlichen Preis von […] kann ich dann als Mitglied jederzeit […] zugreifen. Die Mitgliedschaft kann ich jederzeit zum Ende eines Bezugsjahres kündigen.“
Das Abonnement endet dann nur bei aktiver Kündigung. Andererseits wird damit gelockt, dass bei einem Jahresvertrag die monatlichen Kosten niedriger sind als bei einem Vertrag, der nur einen Monat dauert. Einige Anbieter verlangen jedoch den vollen Jahresbetrag im Voraus. Die Verbraucherschutzzentrale ist eine Möglichkeit, Hilfe bei Zweifelsfällen zu erhalten.

## Rechtslage
Wer sich von einer Singlebörse lösen möchte, kann den Abonnementvertrag, der auf Partnervermittlung gerichtet ist, kündigen und die Zahlungen einstellen. Oft wird eine rechtswirksame Kündigung jedoch durch Terminlage oder fehlende Adressangaben erschwert.
Bei internationalen Singlebörsen ergibt sich das Problem unterschiedlicher Gesetze (z. B. zulässiges Mindestalter) und der jeweiligen Zuständigkeit bei Straftaten, die sich aus dem Wohnsitz des Betreibers der Datenbank oder des jeweiligen Nutzers ergeben kann. Dies gilt insbesondere, wenn ein Begleitservice angeboten wird. In vielen Ländern ist Prostitution verboten (siehe Prostitution nach Ländern).